# Aurélien Toto N'Koté
Aurélien Toto N'Koté, né le 21 avril 1979 à Grenoble, en Isère, est un joueur français de basket-ball. Il évolue au poste d'ailier.

## Biographie
Il rejoint Fos Provence Basket le 13 décembre 2012 comme pigiste médical. Libre après sa prestation, il se rend en Vendée où il jouera pour les clubs de Vendée Challans Basket (2013-2016) et de Pays des Olonnes (2016-2020). A 41 ans, il s'engage à l’Étoile Riez Vie Basket, club de pré-nationale.